# Norman Foerster
Norman Foerster (14. april 1887 – 1. august 1972) var en amerikansk professor og kritiker, født i Pittsburgh, Pennsylvania, USA. 
Foerster var især kendt for sin ledende funktion i den litterære bevægelse New Humanism, der opstod i det tidlige 20. århundrede. Norman Foerster var professor i engelsk på universitetet i North Carolina i årene 1914-1930 og siden på universitetet i Iowa fra 1930 til 1944.

## Ekstern henvisning
- Student’s Encyclopedia (Webside ikke længere tilgængelig)